# گمینا بورکوویتسه
گمینا بورکوویتسه (به لهستانی:  Gmina Borkowice) یک گمینا در لهستان است که در شهرستان پژسوخا واقع شده‌است. گمینا بورکوویتسه ۸۶٫۰۶ کیلومتر مربع مساحت و ۴٬۶۳۴ نفر جمعیت دارد.